# Sparisoma atomarium
Sparisoma atomarium là một loài cá biển thuộc chi Sparisoma trong họ Cá mó. Loài này được mô tả lần đầu tiên vào năm 1861.

## Từ nguyên
Từ định danh của loài trong tiếng Latinh có nghĩa là "có các chấm nhỏ", hàm ý có lẽ đề cập đến các chấm li ti trên vây lưng và vây hậu môn.

## Phạm vi phân bố và môi trường sống
S. atomarium được ghi nhận từ bang Florida (Hoa Kỳ) và Bermuda trải dài đến khắp bờ vịnh México và biển Caribe, bao gồm toàn bộ Antilles.
S. atomarium sống trong những thảm cỏ biển hoặc gần các rạn san hô mọc nhiều tảo, độ sâu đến ít nhất là 55 m.

## Mô tả
S. atomarium có chiều dài cơ thể tối đa được biết đến là 25 cm. S. atomarium đực trưởng thành có màu nâu xanh lục, ửng đỏ hoặc màu cá hồi ở thân trên; thân dưới và vùng dưới đầu có màu xanh lục lam. Ở rìa sau của nắp mang có một đốm màu vàng lục, bao quanh một đốm màu xanh lam nhỏ hơn. Mống mắt đỏ rực. Vây lưng, vây đuôi và vây hậu môn màu đỏ cam, lấm chấm vàng. Có một đốm đen ở trước vây lưng và quanh gốc vây ngực. Cá cái và cá đực nhỏ có màu đỏ hoặc nâu tanin, thường có ba dải sọc ngang sẫm màu hơn ở bụng.
Số gai vây lưng: 9; Số tia vây ở vây lưng: 10; Số gai vây hậu môn: 3; Số tia vây ở vây hậu môn: 9; Số tia vây ở vây ngực: 13.

## Sinh thái học
Thức ăn của S. atomarium chủ yếu là tảo. S. atomarium là một loài lưỡng tính tiền nữ (cá cái có thể chuyển đổi giới tính thành cá đực). Cá đực có thể sống theo chế độ hậu cung, gồm nhiều con cá cái cùng sống trong lãnh thổ của một con cá đực trưởng thành.
S. atomarium được xếp vào nhóm chị em với Sparisoma tuiupiranga.